# Zelanophilus pococki
Zelanophilus pococki är en mångfotingart som beskrevs av Crabill 1963. Zelanophilus pococki ingår i släktet Zelanophilus och familjen storjordkrypare. Inga underarter finns listade i Catalogue of Life.